# Olavius patriciae
Olavius patriciae är en ringmaskart som beskrevs av Erséus 1993. Olavius patriciae ingår i släktet Olavius och familjen glattmaskar. Inga underarter finns listade i Catalogue of Life.